# Letto (ö i Finland, Egentliga Finland, Nystadsregionen, lat 60,90, long 21,42)
Letto är en ö i Finland.   Den ligger i kommunen Nystad i den ekonomiska regionen Nystadsregionen och landskapet Egentliga Finland, i den sydvästra delen av landet, 210 km väster om huvudstaden Helsingfors.